# Кранко, Джон
Джон Кра́нко или Крэнко (англ. John Cyril Cranko; 15 августа 1927, Рюстенбург — 26 июня 1973, в самолете на Дублин) — английский артист балета и балетмейстер неоклассического направления.

## Биография
Родился в ЮАР. Учился танцу в Кейптауне в балетной школе при университете, затем в 1946 году в «Sadler’s Wells Balle» в Лондоне.
Поставил балет «История солдата» на музыку Стравинского (1944). В 1947 переехал в Лондон, поставил балет по музыкальному циклу Дебюсси Детский уголок. Ставил в Опера Гарнье, миланском театре Ла Скала. С 1961 руководил Штутгартским балетом.
Скончался во время гастрольного турне от острого приступа аллергии после приема снотворной пилюли. Похоронен в Штутгарте.

## Постановки
Поставил балеты «Ромео и Джульетта» на музыку Прокофьева (1962), «Онегин» на музыку Чайковского (1965), «Кармен» на музыку Фортнера (1971) и др.

## Ученики
Среди его учеников — Джон Ноймайер, Уильям Форсайт и Иржи Килиан.

## Признание
- Имя Джона Кранко носит Штутгартская балетная школа[нем.], основанная хореографом в 1971 году.
- В 1975 году хореограф Джон Ноймайер посвятил хореографу и его труппе «Ночь», IV часть своего балета «Третья симфония Густава Малера» — её премьера состоялась в Штутгарте в июле 1975 года (первые  исполнители — Марсия Хайде, Рихард Крагун и Эгон Мадсен)[2].
- В августе 2007 года, к 80-летию мастера, Штутгартский балет представил Фестиваль Джона Кранко.

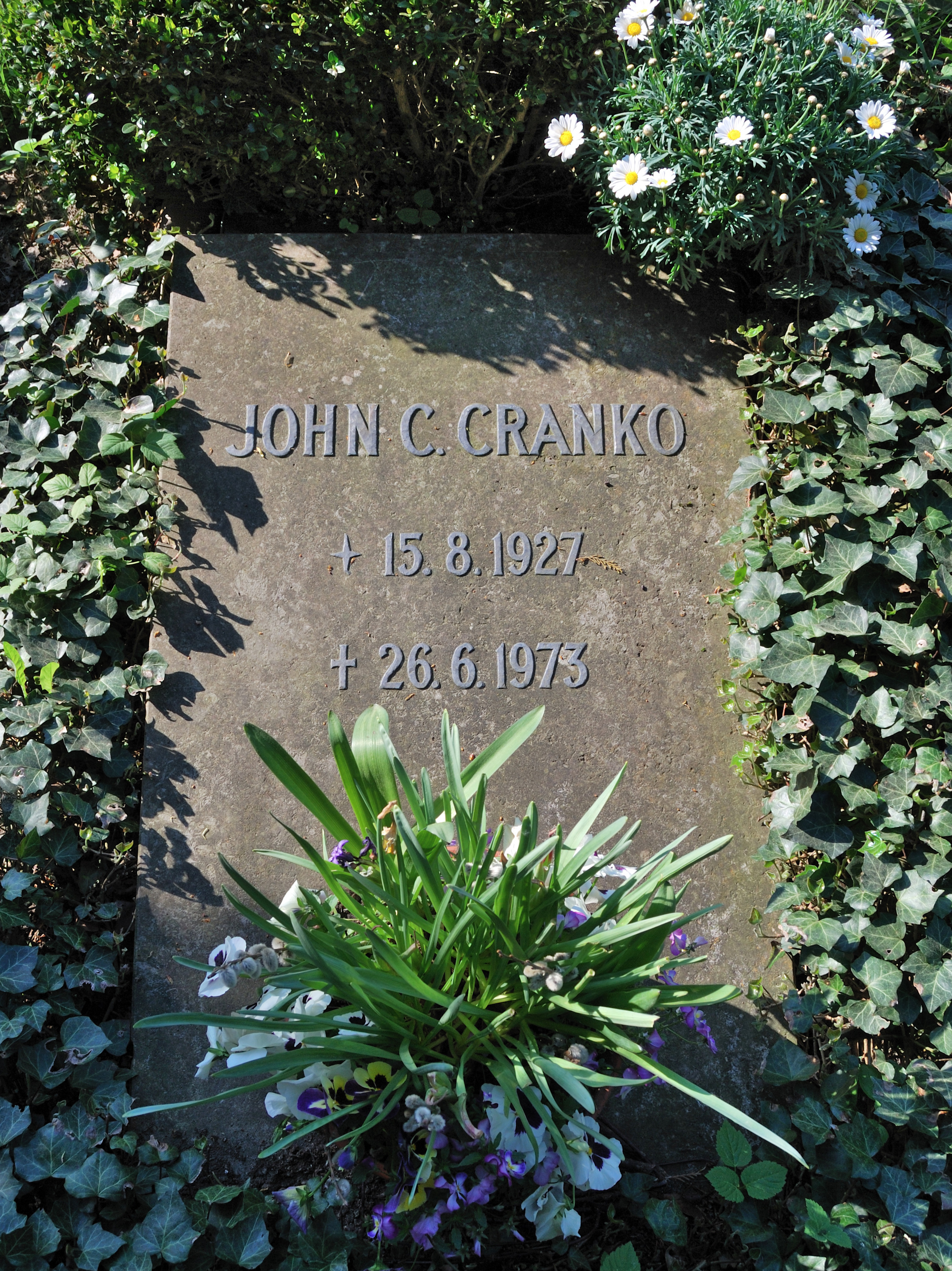
Надгробный камень на могиле Джона Кранко

- В 2024 году вышла биографическая драма «Кранко». Заглавную роль исполнил Сэм Райли[3].